# Voronezj oblast
Voronezj oblast (russisk: Воронежская область, tr. Voronezjskaja oblast) er en af 46 oblaster i Den Russiske Føderation. Oblasten har et areal på 52.216 km² og 2.260.045 (2025) indbyggere. Oblastens administrative center er placeret i byen Voronezj (russisk: Воронеж), der med sine 1.041.722 (2025) indbyggere er oblastens største by. Andre større byer er Borisoglebsk med 57.682 (2025) indbyggere og Rossosj, der har 59.568 (2025) indbyggere.

## Geografi
Voronezj oblast ligger i den centrale del af den europæiske del af Rusland, og har en gunstig beliggenhed, ved knudepunktet af transportvejene i industriområderne i Rusland og SNG-landene. Inden for en radius af ca. 1000 km omkring Voronezh er 50 % af den russiske og 40 % af den ukrainske befolkning bosat.
Oblastens areal på 52,2 tusinde km² udgør omkring en tredjedel af arealet i den Centrale Sortjords økonomiske region. Fra nord til syd er oblasten 277,5 km lang og fra vest til øst 352 km.

### Grænser
Voronezj oblast grænser i syd op til Ukraine (Luhansk oblast) og Rostov oblast, i vest Belgorod oblast, i nordvest Kursk oblast, i nord Lipetsk oblast, Tambov oblast, i nordøst Volgograd oblast og Saratov oblast.

### Byer i Voronezj oblast
| Byer i Voronezj oblast med over 30.000 indbyggere |              |                    |
| Navn                                              | russisk      | indbyggertal(2016) |
| Voronezj                                          | Воронеж      | 1.032.382          |
| Borisoglebsk                                      | Борисоглебск | 63.131             |
| Rossosj                                           | Россошь      | 62.680             |
| Líski                                             | Лиски        | 54.437             |
| Ostrogozjsk                                       | Острогожск   | 32.826             |
| Novovoronezj                                      | Нововоронеж  | 31.502             |